# As You Are
As You Are  es una película dramática estadounidense de 2016 dirigida por Millas Joris-Peyrafitte. La película fue proyectada en la sección U.S. Dramatic Competition en el Festival de Cine de Sundance de 2016, donde ganó el Premio Especial del Jurado. En la película se puede apreciar la exitosa canción «Come as You Are» de la banda Nirvana publicada como sencillo en 1992.

## Reparto
- Owen Campbell como Jack.
- Charlie Heaton como Mark.
- Amandla Stenberg como Sarah.
- John Scurti como el detective Erickson.
- Scott Cohen como Tom.
- Mary Stuart Masterson como Karen.